# Port lotniczy Saint Louis
Port lotniczy Saint Louis (IATA: XLS, ICAO: GOSS) – port lotniczy położony w Saint Louis, w Senegalu.